# Nanfang zhoumo
Nanfang zhoumo (南方周末, pinyin: Nánfāng zhōumò) är en kinesisk tidning. Tidningen är baserad i Guangzhou. Tidningen är kontroversiell, och har flera gånger uppmärksammat skandaler som myndigheterna velat tysta ned. På grund av tidningens liberala hållning och konflikter med myndigheterna har den ofta fått byta personal och redaktörer.